# Рекурсивний спуск
Рекурсивний спуск — алгоритм синтаксичного аналізу, будується на основі взаємно рекурсивних процедур (або не рекурсивних еквівалентів), кожна із яких реалізує одну із продукцій граматики.